# Route départementale 988 (Essonne)
Pour les articles homonymes, voir Route départementale 988.
La route départementale 988 est une route départementale située dans le département français de l'Essonne et dont l'importance est aujourd'hui restreinte à la circulation routière locale. Elle reprend le trajet essonnien de l'ancienne route nationale 188 qui reliait Massy et Chartres par Ablis.

## Histoire
La route correspond en grande partie à l'ancienne route nationale 188 qui reliait la route nationale 20 à Massy et Chartres par Ablis.
Cette route très ancienne, visible sur des cartes du XVIIe siècle, est indiquée de Massy à Rochefort-en-Yvelines comme « route de Dourdan » sur carte de Cassini levée vers 1750. Sur cette carte, la liaison directe de Rochefort à Saint-Arnoult figure, d'une part en ligne discontinue (partie probablement en projet) et d'autre part en route secondaire à partir de Longvilliers. De Saint-Arnoult à Chartres par Ablis, la route est indiquée comme principale.
Dès le XVIIIe siècle, la route principale de Paris à Chartres étant celle par Boulogne, Versailles, Trappes (route nationale 10), la route par Massy et Limours était nommée « ancienne route de Chartres ». Cette route impériale 182 en 1809  devient la route royale 201 en 1818 et prend son numéro 188 en 1824.
Dans les années 1950, elle fut en partie remplacée entre Ablis et Chartres par la route nationale 10.
En 1972, la route nationale fut coupée à Palaiseau au sud de l'avenue Jean-Jaurès par l'autoroute A 10. Cette avenue et l'ensemble du tracé de l'ancienne nationale à Massy jusqu'au « Petit Massy » sont ensuite devenus des voies départementales secondaires (routes départementales 66 et 121) et une déviation, l'avenue du Maréchal-Koenig, fut construite au sud de la zone urbanisée de Massy (grand ensemble, Centre commercial et zone industrielle des Petits-Champs-Ronds, actuel quartier Atlantis). La route nationale également fut déviée au sud de Villebon et d'Orsay par aménagement routier de la plateforme de l'ancienne ligne Massy-Chartres par Gallardon rejoignant par une rocade Les Ulis. Cette route est devenue par le déclassement de 2006 la route départementale 188.
L'actuelle route départementale 988 dans les départements de l'Essonne et des Yvelines correspond à l'ancien tracé de la nationale 188 de Palaiseau à Ablis avant les aménagements autoroutiers des années 1960 et 1970 comprenant cependant les voies de contournement réalisées à la même époque autour des centres anciens de Bonnelles, de Rochefort et d'Ablis.

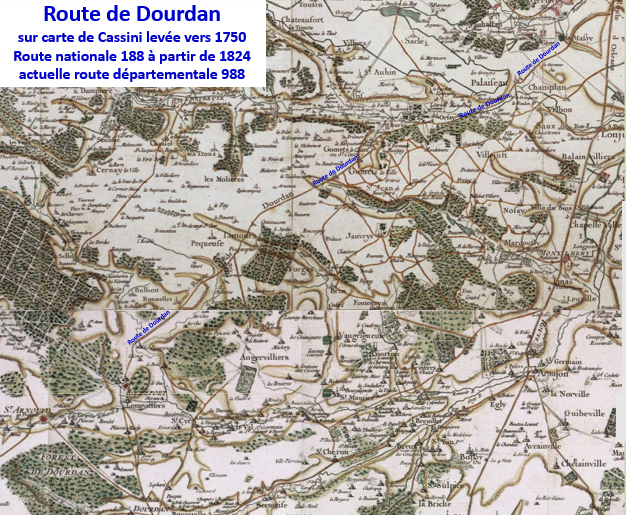

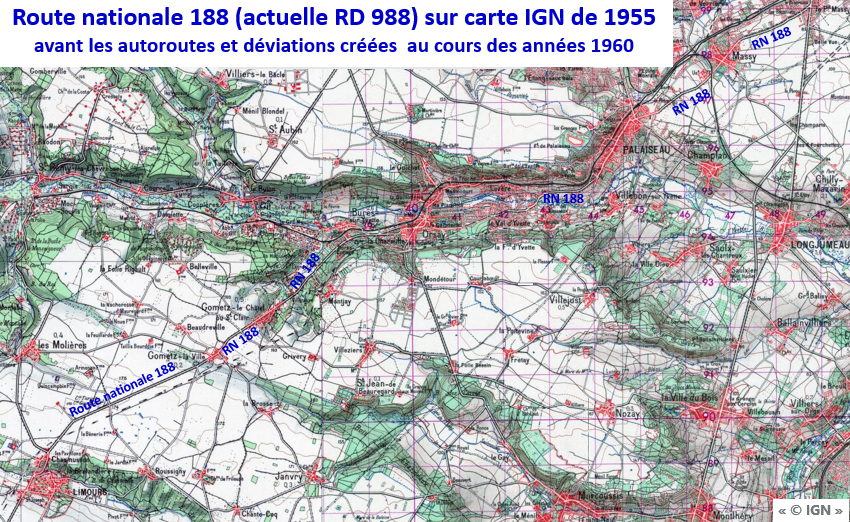

## Itinéraire
Dans l'Essonne, la route départementale 988 relie aujourd'hui la sous-préfecture de Palaiseau à Forges-les-Bains avant de se poursuivre dans les Yvelines en conservant le même numéro.
- Palaiseau, elle entame son parcours à l'intersection avec la route départementale 117 en prenant l'appellation d' Avenue du Général de Gaulle, au Carrefour de la Résistance elle devient l' Avenue du 8 mai 1945. Elle devient ensuite l' Avenue du Général Leclerc puis croise la route départementale 680 avant de traverser par le pont de Fourcherolles l'Yvette et quitter le territoire.
- Villebon-sur-Yvette, elle prend l'appellation d' Avenue du Général de Gaulle jusqu'à sa sortie du territoire.
- Orsay, elle se divise en deux voies à sens unique, l'une prend l'appellation Avenue Saint-Laurent et l'autre Rue de Paris, les deux passent sous la route nationale 118 et croisent la route départementale 446 à la Place de la République pour prendre le nom de Rue de Chartres. Elle marque ensuite la limite communale jusqu'à l'intersection avec la route départementale 95.
- Les Ulis, elle devient la Route de Chartres, se sépare de la RD 95 au Rond-Point du 8 mai 1945 puis est rejointe par la route départementale 188 avant de quitter le territoire.
- Bures-sur-Yvette, elle conserve son appellation jusqu'à sa sortie du territoire.
- Gometz-le-Châtel, elle conserve son appellation et rencontre la route départementale 35 au Giratoire Saint Nicolas pour se séparer en deux branches dont une déviation empruntant le tracé de la RD 35 jusqu'au Giratoire de l'ingénieur Jean Bertin.
- Gometz-la-Ville, les deux voies distinctes entrent sur le territoire, l'ancienne conserve son appellation et passe par le centre-ville, la nouvelle passe depuis juillet 2003 par un tunnel long de sept cents quarante mètres au sud du bourg empruntant le tracé de l'ancienne ligne Paris-Chartres par Gallardon. L'ancien tracé rencontre la route départementale 40 et la route départementale 131 puis les deux branches se rejoignent et perdent leur appellation.
- Limours, elle entre au nord du territoire et devient la Rue d'Orsay, à l'entrée du bourg elle rencontre la route départementale 838 mais conserve son appellation puis devient la Rue de Chartres avant d'être coupée par la route départementale 24 et la route départementale 152, elle perd son appellation à la sortie du bourg avant d'être à nouveau coupée par la RD 838.
- Forges-les-Bains, elle marque la frontière à l'extrême ouest du territoire sous l'appellation Rue de Chartres dans le hameau de Malassis avant de quitter le territoire de l'Essonne et d'entrer à Bonnelles dans les Yvelines sous la même numérotation.

## Infrastructure
La route à deux voies sur la majorité de son parcours comporte une bande cyclable étroite uniquement dans le sens Villebon vers Palaiseau, à Palaiseau du croisement avec la rue Lazare Hoche à la limite communale avec Villebon et dans la traversée de Villebon . Elle est à sens unique à Orsay de la limite communale avec Villebon à la place de la République (rue de Paris en direction de Villebon-Palaiseau, avenue Saint-Laurent parallèle  dans l'autre sens). La rue de Paris est longée sur ce tronçon d'un kilomètre par une piste cyclable bidirectionnelle. Une piste cyclable bidirectionnelle a également été réalisée en 2016 à Bures-sur-Yvette de la rue de Montjay à la limite communale avec Gometz-le-Châtel. Elle ne comporte pas d'aménagement cyclable au-delà.

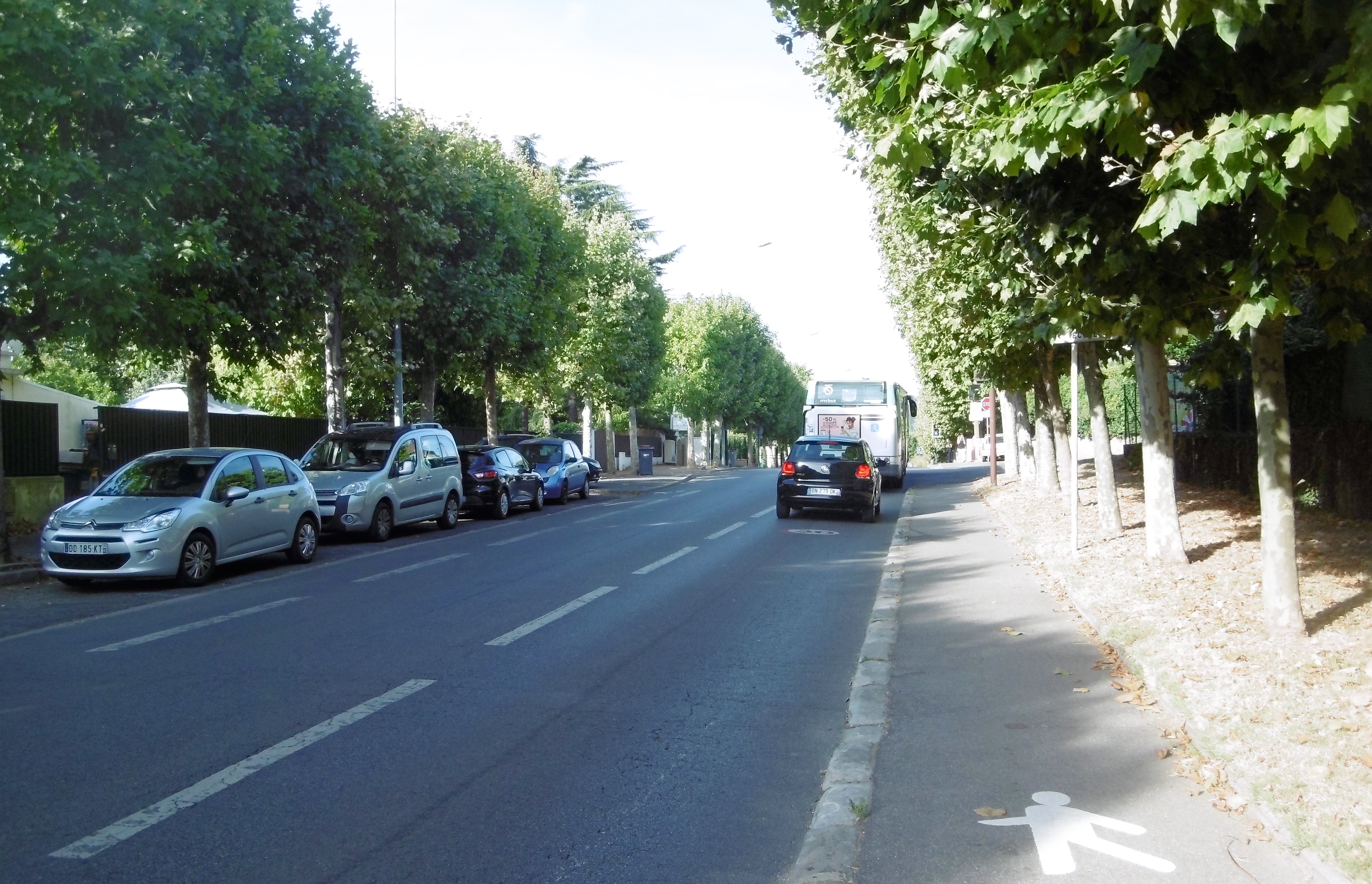
Palaiseau D 988 trottoir anciennement cyclable à Palaiseau
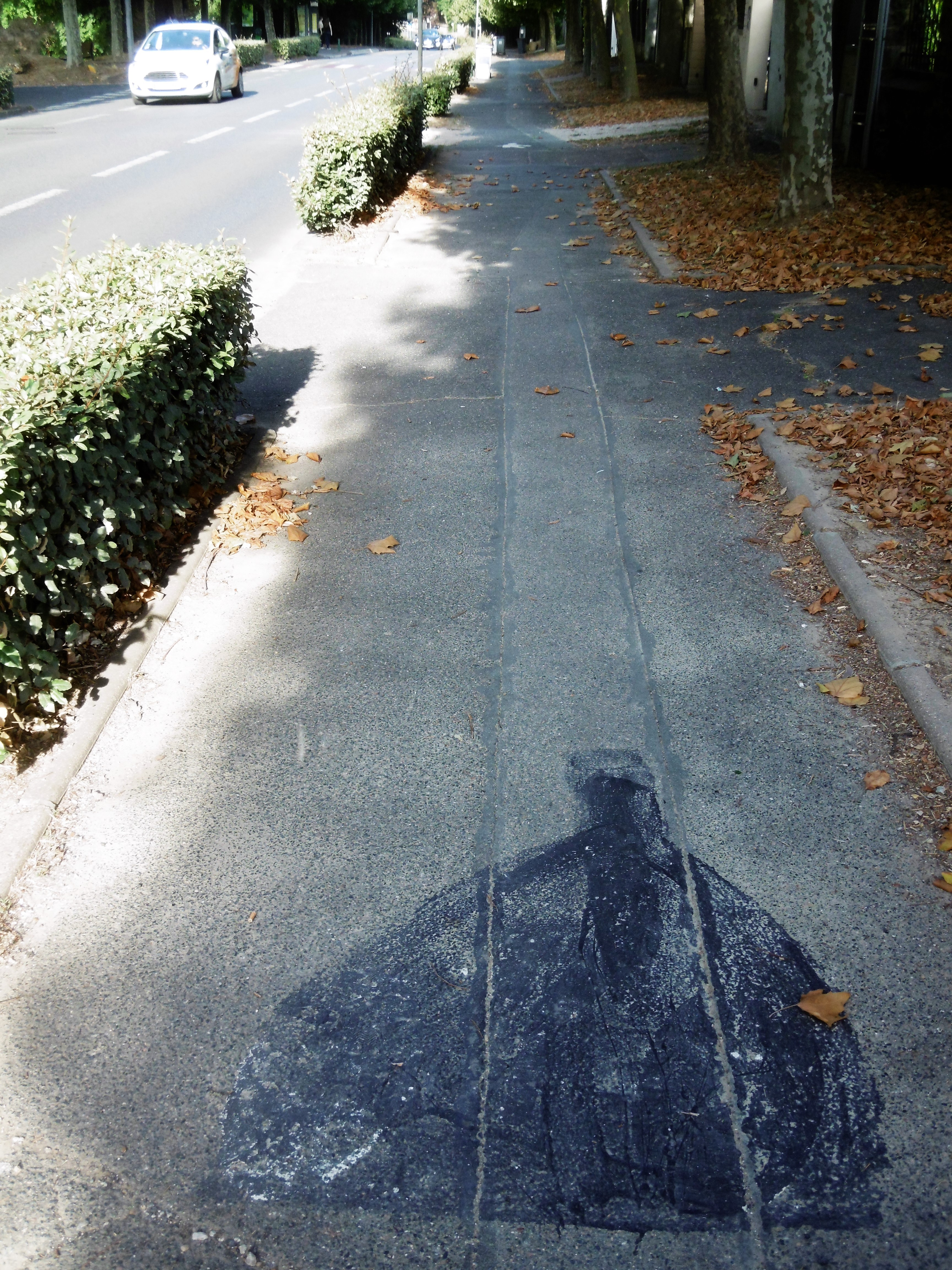
Marquage vélo effacé à Palaiseau
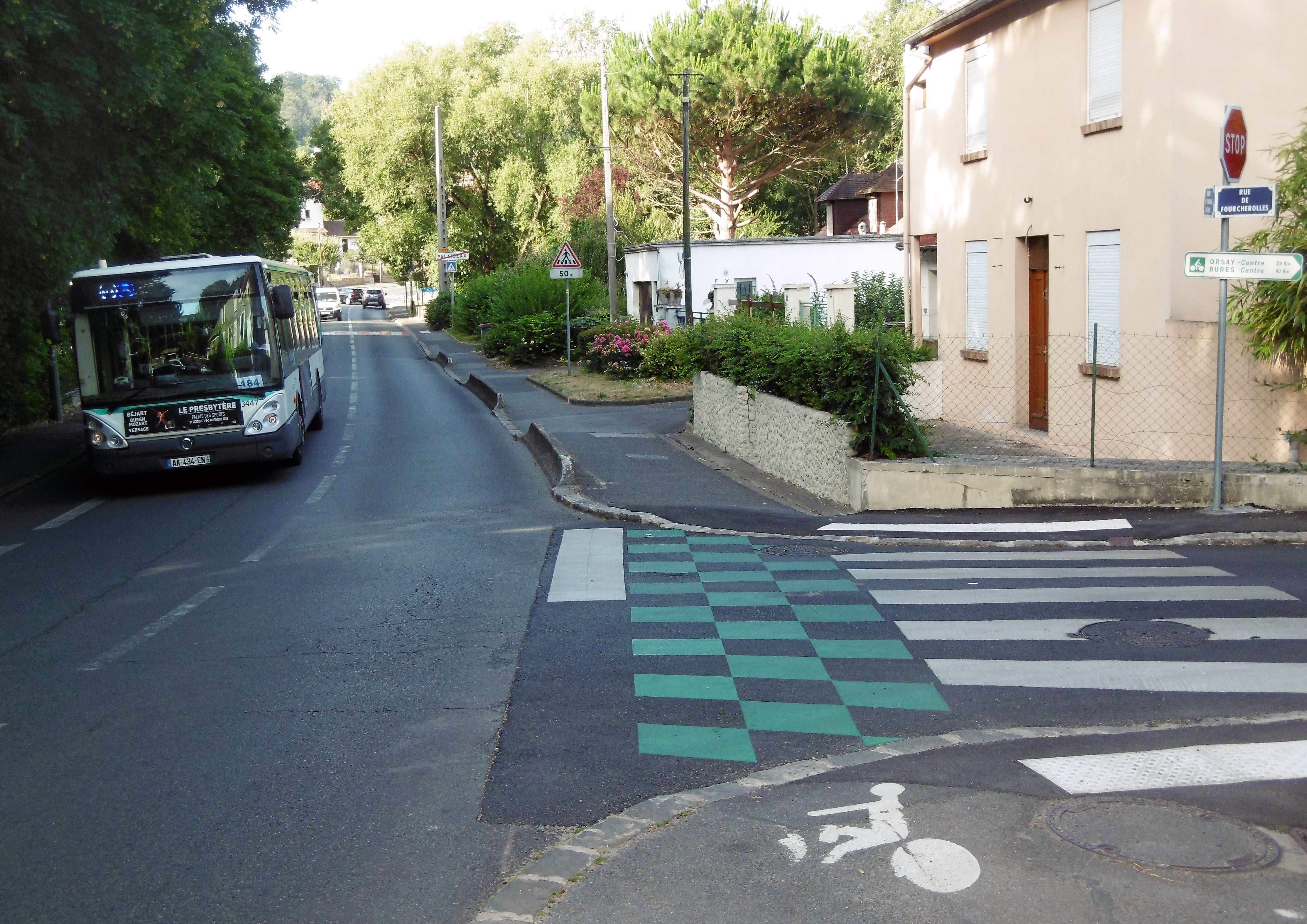
Ancien passage vélo à Palaiseau
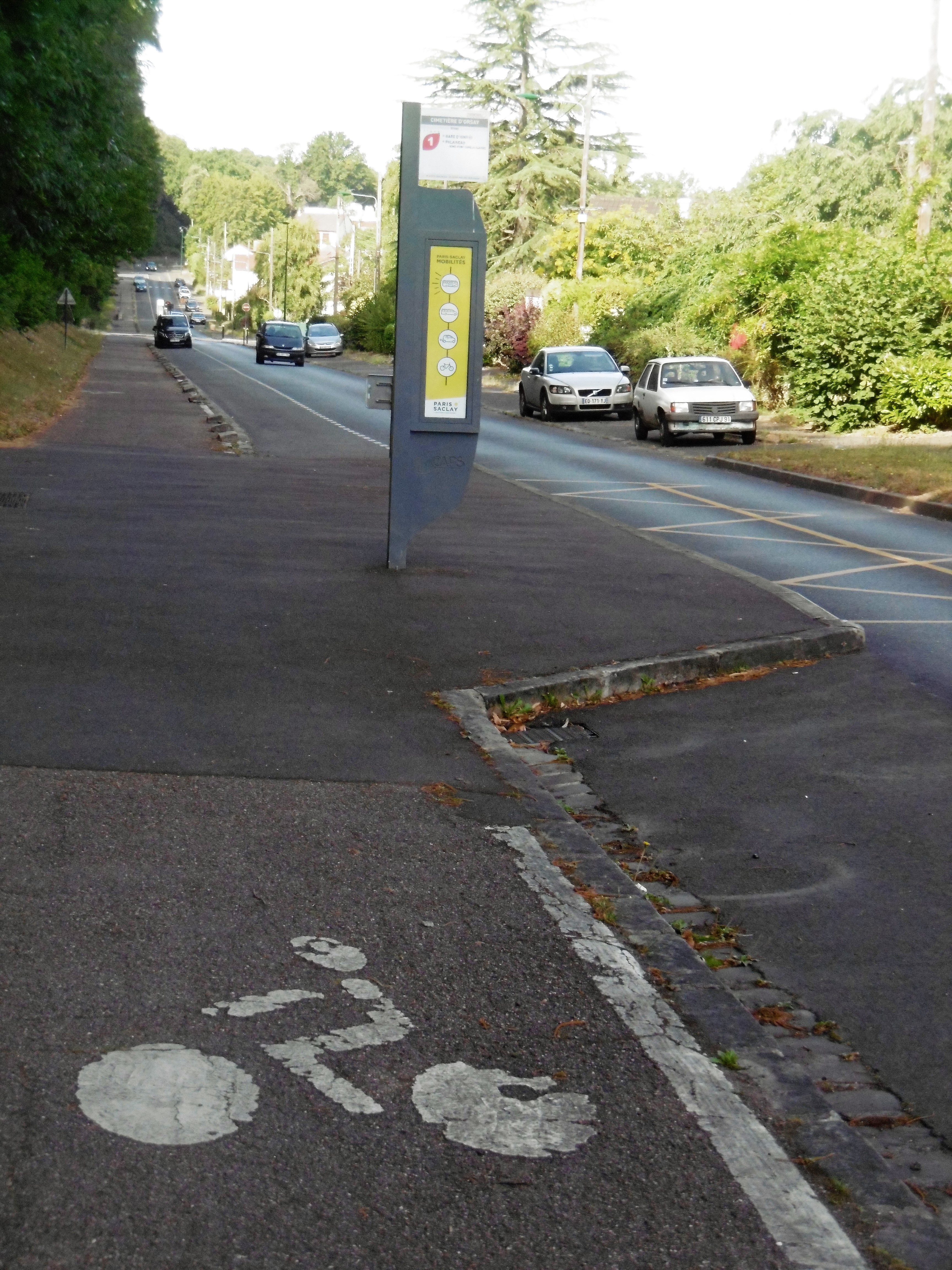
Piste cyclable rue de Paris à Orsay
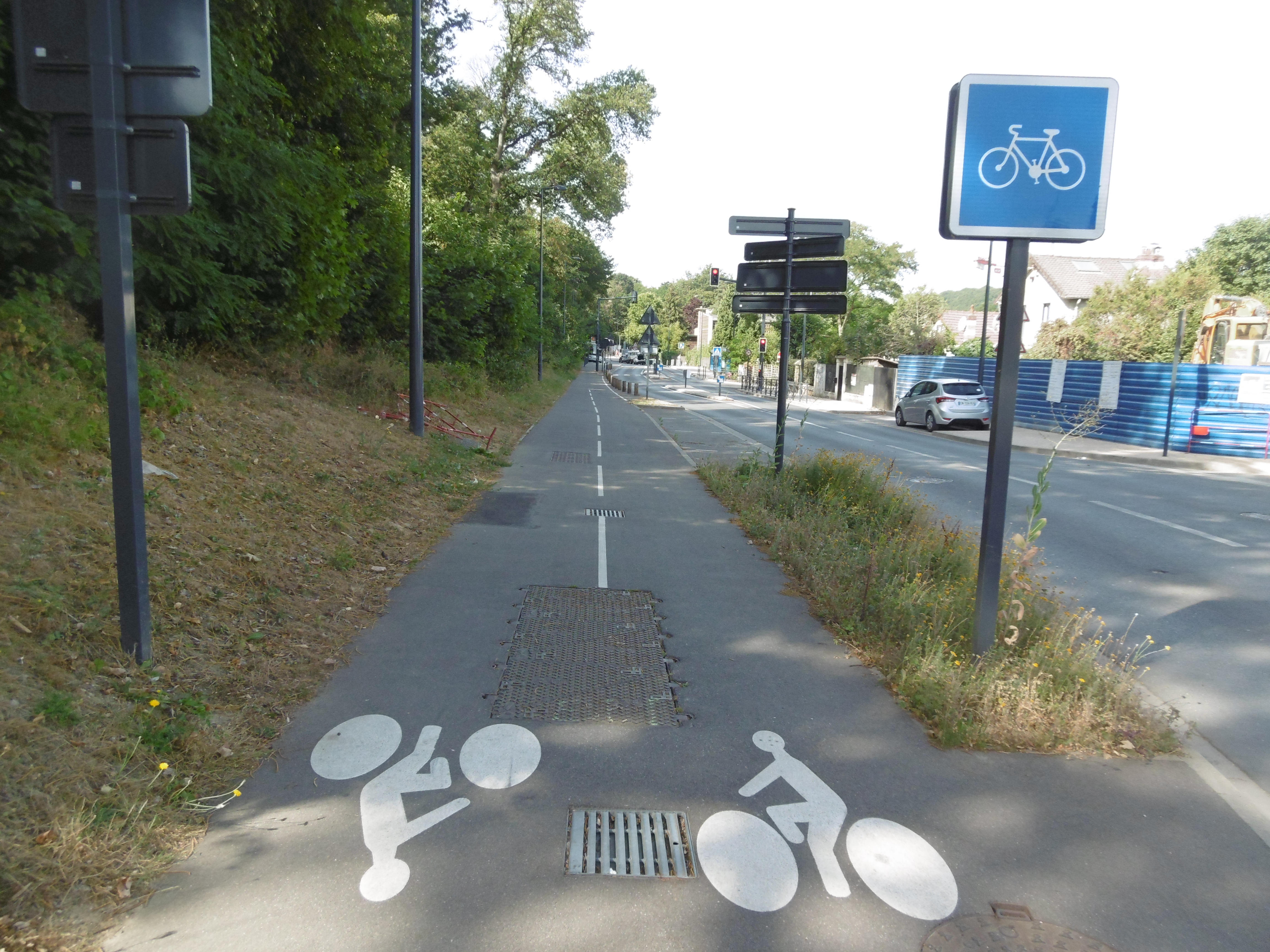
Piste cyclable route de Chartres à Bures

La route est bordée de trottoirs généralement étroits dans son parcours urbain de Palaiseau à Gometz-le-Châtel. Le trottoir côté nord (opposé à la bande cyclable) avait été indiqué comme piste cyclable à Palaiseau de la rue Lazare Carnot à la limite de Villebon soit environ 1,5 km. Le marquage vélo sur ce trottoir inutilisable par les cyclistes par sa configuration et son extrême étroitesse, a été effacé.

## Trafic et accidentologie
La route n'est pas utilisée que pour une circulation locale route mais également pour des parcours de moyenne distance de plusieurs kilomètres. Son  trafic s'étage  de 5 000 à 12 000 véhicules par jour suivant les sections, la plus chargée étant celle de Gometz-la-Ville à Limours.
La route a été fléchée en 2018 comme parcours de la véloroute Paris-Mont-Saint-Michel Véloscénie de Palaiseau à la rue de Montjay à Bures-sur-Yvette. Cet itinéraire sur une route sans aménagement cyclable sur environ 5 kilomètres dans le sens Palaiseau-Bures, à trafic de 8 548 véhicules par jour à Palaiseau dont 2,4 % de poids-lourds, 7 210 à Orsay dont 5,3 % de poids-lourds ne respecte pas les normes fixées par le cahier des charges des véloroutes qui précise que les cyclistes doivent bénéficier d'un haut niveau de sécurité vis-à-vis des véhicules à moteur sur des routes à trafic modéré de moins de 1000 véhicules par jour.

## Galerie

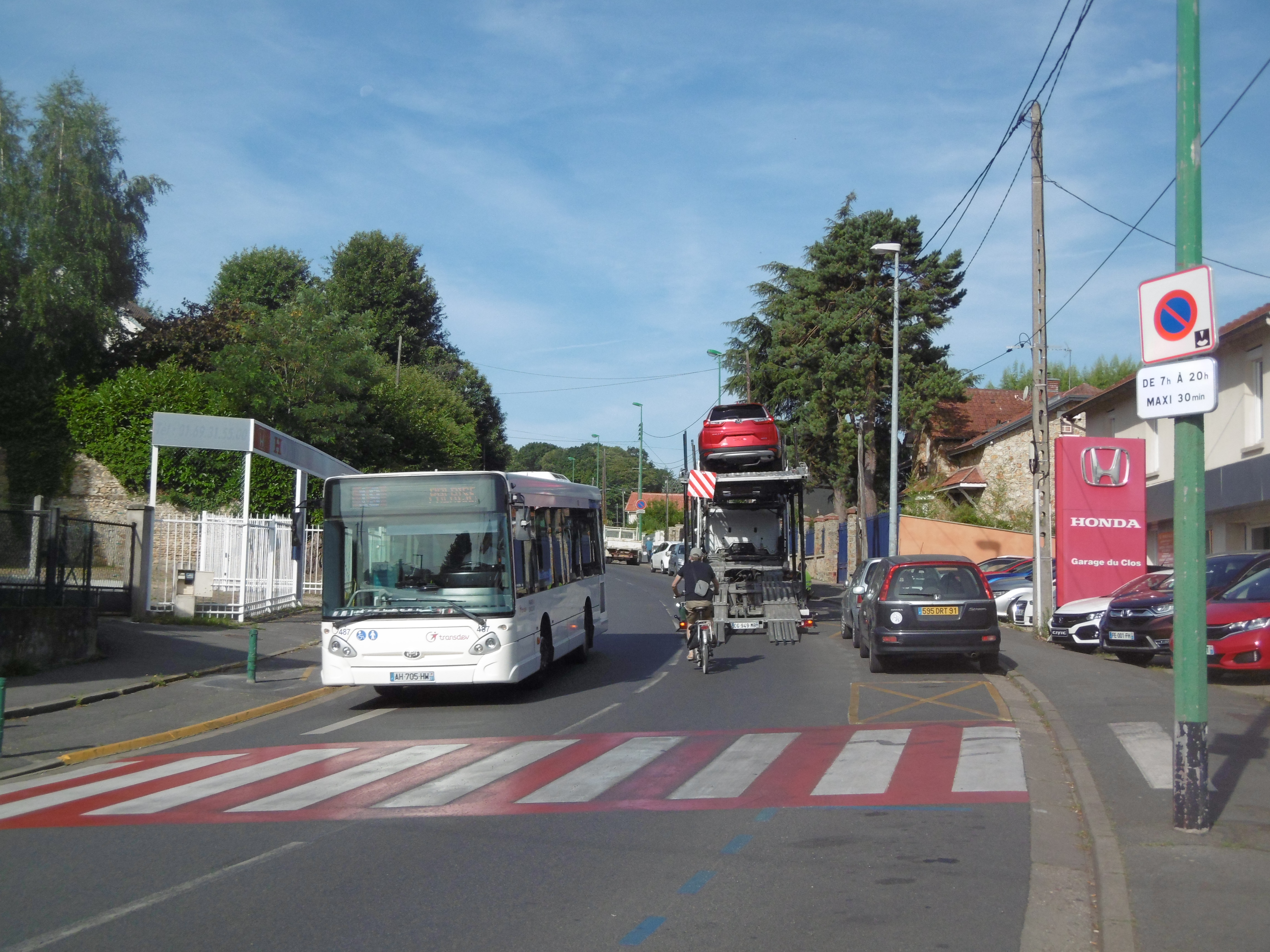
RD 998 à Villebon circulation à vélo dangereuse
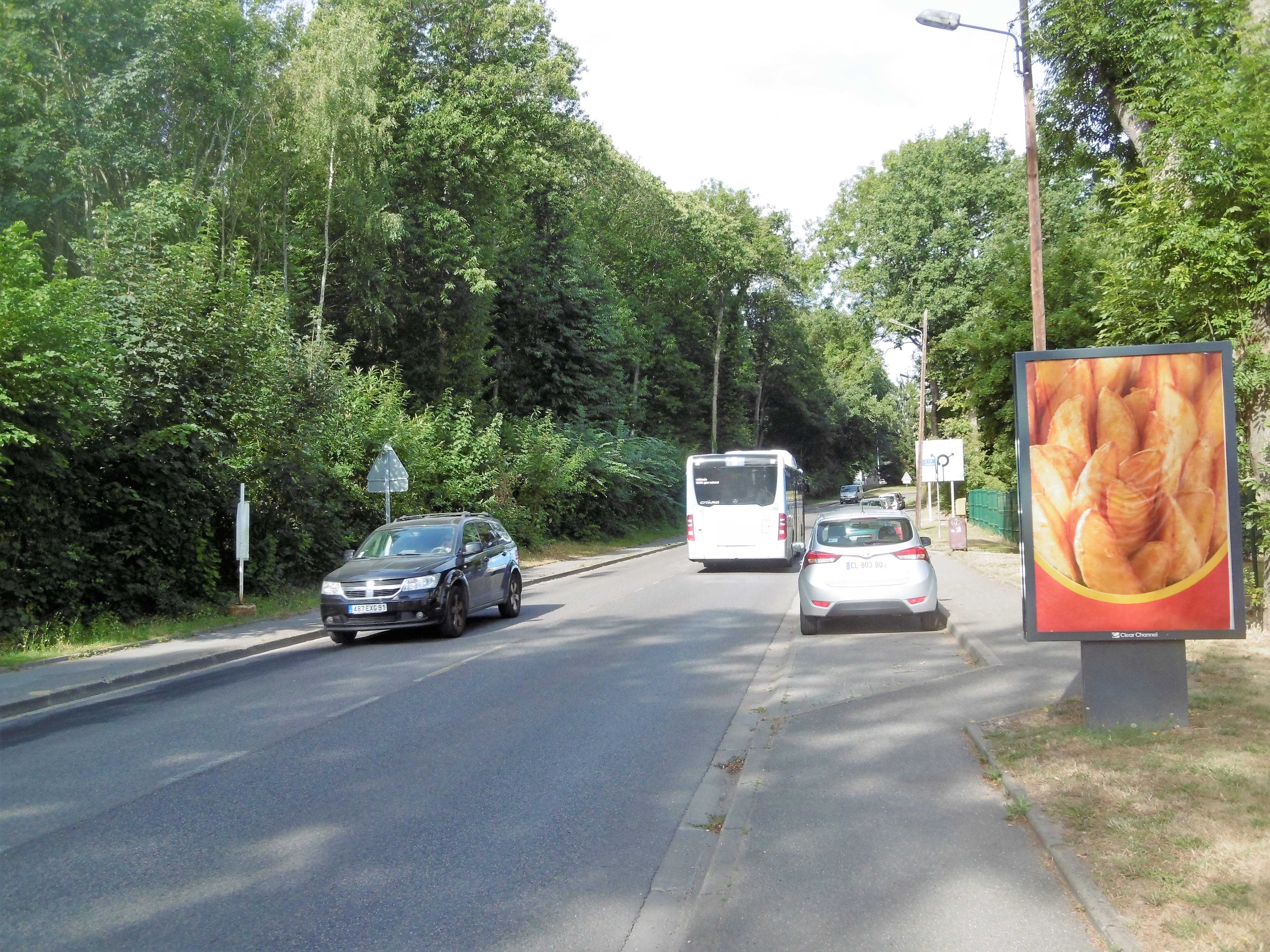
RD 998 à Bures route à grande circulation
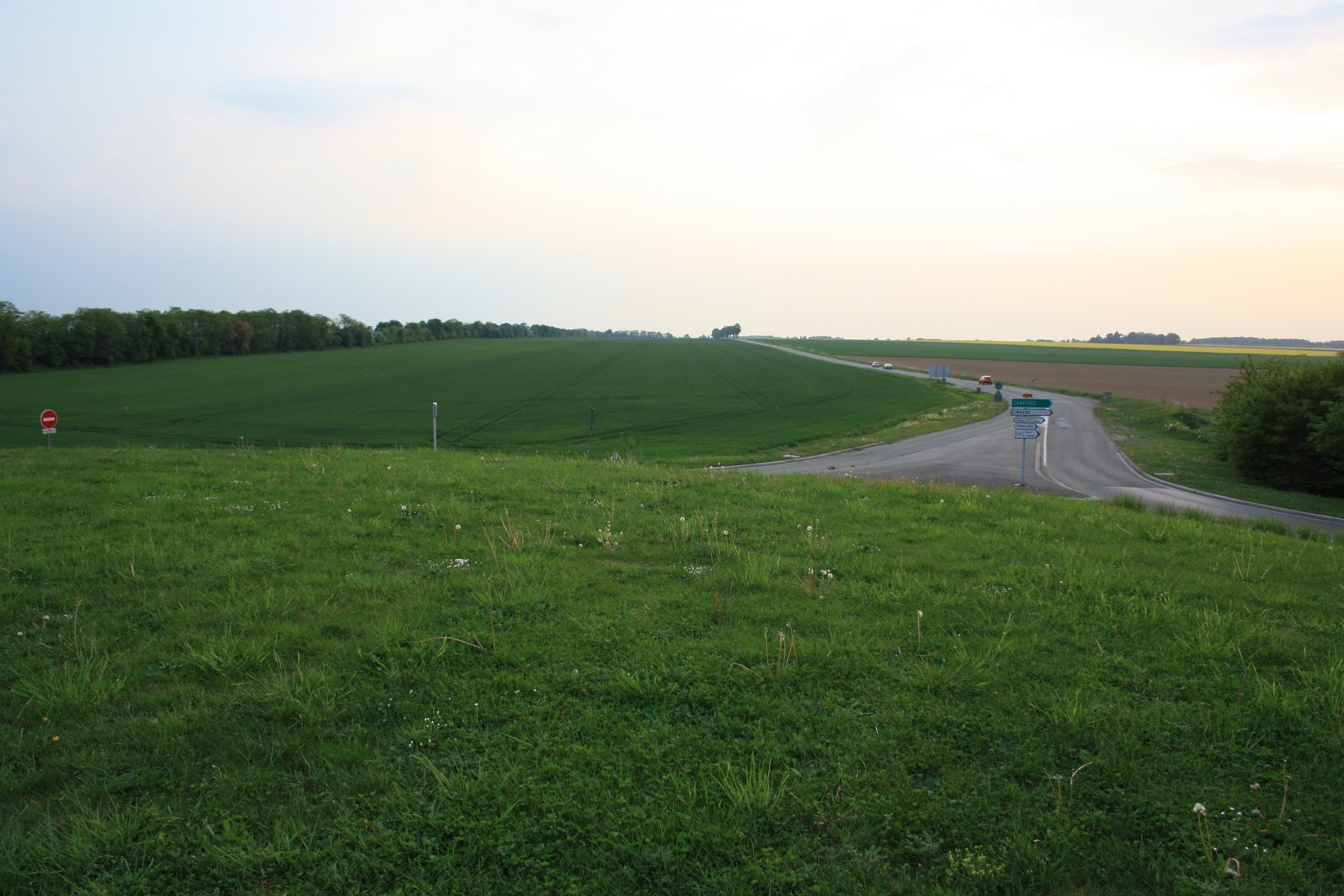
RD 998 à Gometz-la-Ville